# 老颜集镇
老颜集镇，是中华人民共和国河南省商丘市民权县下辖的一个乡镇级行政单位。
原为老颜集乡，2023年10月撤乡设镇。

## 行政区划
老颜集镇下辖以下地区：
颜北村、颜南村、渔王庄村、张庄村、仲北村、大李庄村、秦老家村、秦小楼村、陈庄村、吕花元村、杨树庄村、董西村、孔良寺村、董东村、薛桥村、周王庄村、梁晋村、张辛庄村、仲楼村、胡楼村、唐庄村、赵庄村、闫道口村、代庄村、罗庄村、杨徐庄村和李楼村。